# Aleksandar Lasarow (Tennisspieler)
Aleksandar Lasarow (bulgarisch Александър Лазаров; englisch Alexandar Lazarov; * 6. November 1997 in Miami, Florida) ist ein bulgarischer Tennisspieler.

## Karriere
Aleksandar Lasarow spielte bisher ausschließlich Turniere auf der drittklassigen ITF Future Tour. Dort konnte er bislang einen Einzel- und einen Doppeltitel gewinnen.
Zu seinem Premiere auf der ATP World Tour kam Lasarow 2017 in Sofia. Er startete mit einer Wildcard im Einzel und traf in der ersten Runde auf Radu Albot, gegen den er in zwei Sätzen verlor.
Lasarow gab 2015 sein Debüt für die bulgarische Davis-Cup-Mannschaft. Er hat eine Bilanz von 2:2 im Einzel und 2:1 im Doppel.